# Hexadecagon

Hexadecagon

Hexadecagonul este un poligon cu 16 laturi și 16 vârfuri.  Măsură unui unghi este de 157 grade și 5 minute. 